# Poladi-Stadion
Das  Poladi-Stadion (georgisch ფოლადის სტადიონი) ist ein Fußballstadion mit Leichtathletikanlage in der georgischen Stadt Rustawi. Es ist die Heimspielstätte des Fußballclubs Metalurgi Rustawi. Die Anlage bietet insgesamt 10.720 Plätze.

## Geschichte
Das Stadion wurde 1948 errichtet und trug bis 2000 den Namen Metalurgi-Stadion. 1985 wurde es erstmals renoviert. Die Westkurve wurde mit einem Dach ergänzt, zwei elektronische Anzeigetafeln aufgestellt, ein zweistöckiger Wohnkomplex und Tennisplätze gebaut. 2009 fand eine weitere, umfangreiche Sanierung des Stadions statt. Das Spielfeld erhielt eine neue Bewässerungsanlage und einen Belag aus Kunstrasen. Die Kapazität wurde auf 4000 verringert. Die renovierte Sportstätte wurde am 17. Dezember 2009 mit der Partie Dinamo Tiflis gegen WIT Georgia Tiflis wiedereröffnet.